# Finale della Coppa CERS 1996-1997
La finale della 17ª edizione della Coppa CERS fu disputata in gara d'andata e ritorno tra i portoghesi del Oliveirense e i connazionali del Gulpilhares. Con il punteggio complessivo di 8 a 5 fu l'Oliveirense ad aggiudicarsi per la prima volta nella storia il trofeo.

## Le squadre
| Squadre     | Partecipazioni precedenti (il grassetto indica la vittoria) |
| ----------- | ----------------------------------------------------------- |
| Oliveirense | Nessuna                                                     |
| Gulpilhares | Nessuna                                                     |

## Il cammino verso la finale
Il Oliveirense si qualificò alla finale con i seguenti risultati:
- Primo turno: l'Oliveirense fu esentata da disputare questo turno;
- Quarti di finale: eliminato il Walsum (gare non disputate con l'Oliveirense qualificata a tavolino);
- Semifinale: eliminato il Flix (vittaria per 1-0 all'andata e pareggio per 3-3 al ritorno).

Il Gulpilhares si qualificò alla finale con i seguenti risultati:
- Primo turno: eliminato il Piera (vittoria per 6-2 all'andata e sconfitta per 2-1 al ritorno);
- Quarti di finale: eliminato il Vaulx-en-Velin (pareggio per 1-1 all'andata e vittoria per 9-2 al ritorno);
- Semifinale: eliminata il Prato Primavera (sconfitta per 4-2 all'andata e vittoria per 5-2 al ritorno).

## Tabellini

### Andata
| Oliveira de Azeméis 13 giugno 1997 | Oliveirense | 3 – 2 | Gulpilhares | Pavilhão Dr. Salvador Machado |

### Ritorno
| Vila Nova de Gaia 22 giugno 1997 | Gulpilhares | 3 – 5 | Oliveirense |  |